# Reid Scott
Reid Scott (født 19. november 1977 i Albany, New York i USA) er en amerikansk skuespiller. Han er kendt for sin rolle som Brendan Dorff i sitcommen My Boys. Han spillede blandt andet rollen som Dr. Dan Lewis i Venom fra 2018.

## Filmografi
- Venom (2018)
- Venom: Let There Be Carnage (2021)